# Прва лига Југославије у кошарци 1972/73.
Прва лига Југославије у кошарци 1972/73. је било 29. првенство СФРЈ у кошарци. Титулу је освојио Раднички.

## Учесници првенства

### Табела
|     | Тим                 | Игр. | Поб. | Нер. | П+   | П-   | Бод |
| --- | ------------------- | ---- | ---- | ---- | ---- | ---- | --- |
| 1.  | Раднички Београд    | 26   | 22   | 4    | 2449 | 2257 | 44  |
| 2.  | Црвена звезда       | 26   | 20   | 6    | 2405 | 2223 | 40  |
| 3.  | Партизан            | 26   | 16   | 10   | 2336 | 2197 | 32  |
| 4.  | Борац Чачак         | 26   | 16   | 10   | 2443 | 2322 | 32  |
| 5.  | Олимпија Љубљана    | 26   | 14   | 12   | 2345 | 2242 | 28  |
| 9.  | Југопластика Сплит  | 26   | 14   | 12   | 2341 | 2263 | 28  |
| 7.  | ОКК Београд         | 26   | 14   | 12   | 2220 | 2223 | 28  |
| 8.  | Локомотива Загреб   | 26   | 13   | 13   | 2342 | 2341 | 26  |
| 9.  | Задар               | 26   | 13   | 13   | 2106 | 2160 | 26  |
| 10. | Работнички Скопље   | 26   | 12   | 14   | 2136 | 2162 | 24  |
| 11. | Жељезничар Сарајево | 26   | 11   | 15   | 1998 | 2069 | 22  |
| 12. | Босна Сарајево      | 26   | 10   | 16   | 2067 | 2115 | 20  |
| 13. | Комбинат Зрењанин   | 26   | 6    | 20   | 2241 | 2443 | 12  |
| 14. | Жељезничар Карловац | 26   | 1    | 25   | 1972 | 2384 | 2   |

## Састави тимова
| Екипа         | Играчи | Тренер             |
| ------------- | --- | ------------------ |
| Раднички      | Драгослав Ражнатовић, Мирољуб Дамњановић, Драги Ивковић, Срећко Јарић, Драган Вучинић, Душан Тривалић, Драгољуб Змијанац, Јовица Вељовић, Милован Тасић, Никола Бјеговић, Душан Зупанчић, Мирослав Ђорђевић, Милун Маровић, Слободан Зимоњић | Слободан Ивковић   |
| Црвена звезда | Зоран Славнић, Љубодраг Симоновић, Драган Капичић, Горан Ракочевић, Зоран Лазаревић, Иван Сарјановић, Божидар Пешић, Зоран Латифић, Веско Пајовић, Заферино Граси, Грубовић                                                                  | Братислав Ђорђевић |
| Партизан      | Дражен Далипагић, Драган Кићановић, Жарко Зечевић, Јосип Фарчић, Драгутин Чермак, Горан Латифић, Драган Ђукић, Драган Тодорић, Борис Беравс, Срђан Керкез, Бранимир Поповић, Зоран Симић, Ратко Каљевић, Марко Мартиновић,                   | Ранко Жеравица     |
| Борац         | Радмило Мишовић |                    |
| Босна         | Мирза Делибашић | Богдан Тањевић     |
| Олимпија      | Винко Јеловац, Аљоша Жорга |                    |
| Југопластика  | Рато Тврдић, Дамир Шолман, Жељко Јерков, Бранко Мацура, Михајло Мановић, Дује Крстуловић, Ловре Тврдић, Зденко Пруг, Дражен Тврдић, Мирко Гргин, Иво Шкарић, Млађан Тудор, Зоран Грашо                                                       | Срђан Калембер     |
| Локомотива    | Никола Плећаш, |                    |